# Karina Skands
Karina Skands (født 2. august 1966) er en dansk skuespiller.
Karina Skands blev uddannet fra Statens Teaterskole i 1994 og medvirkede derefter i en række teaterstykker, bl.a. Lars Kaalunds Egoisten fra samme år. Allerede i 1988 debuterede på film med Kirsten Thorup-filmatiseringen Himmel og helvede. Karina Skands modtog både Bodilprisen for bedste kvindelige hovedrolle og Robert for årets kvindelige hovedrolle for sin rolle i filmen.
Hun har desuden medvirket i en række teateropsætninger, bl.a. på Husets Teater, ligesom hun har lagt stemme til en række tegnefilm.
Karina Skands er endvidere uddannet ’Polished Diamond Grader’ fra International Gemological Institute i Antwerpen.[kilde mangler]

## Filmografi
- Himmel og helvede (1988)
- Stormfulde hjerter (1994)
- Davids bog (1996)
- Lysets hjerte (1998)
- I wonder who's kissing you now (1998)
- Arven (2003)
- Fluerne på væggen (2005)

### Tv-serier
- TAXA (1997-1999)
- Nikolaj og Julie (2002-2003)